# Darvas Lili
Darvas Lili, teljes nevén: Darvas Lili Sára (Budapest, 1902. április 10. – New York, 1974. július 21.) magyar színésznő.

## Életpályája
Szülei dr. Darvas (Diamantstein) Sándor (1866–1924) orvos és Freiberger Berta (1874–1946).Apai nagyszülei Darvas (Diamantstein) Albert (1837–1924) zálogházi tulajdonos és Tänzer Róza, anyai nagyszülei Freiberger Baruch (1836–1874) alkusz és Perlmütter Rozália voltak. Góth Sándor növendéke volt, a közönség a Budai Színkör előadásán ismerhette meg 1920-ban. Egy évvel később Beöthy László szerződtette a Pesti Magyar Színházhoz, majd 1924-ben a Vígszínház tagja lett. 1925-től játszott Max Reinhardt bécsi és berlini színházaiban is. Ezután a Vígszínházban többnyire csupán férje, Molnár Ferenc darabjaiban vállalt szerepet; 1926. június 9-én kötöttek házasságot Budapesten. 1939-ben mindketten emigráltak az Egyesült Államokba. Darvas Lili először 1944-ben lépett fel angol nyelvű színdarabban a Broadway-n, ezt számos színházi és tv-szereplése követte. 1965-ben vendégszerepelt a budapesti Madách Színházban Molnár Ferenc Olympia című darabjában, emellett néhány filmszerepet is elvállalt. Angol és német nyelven is játszott.

## Színházi szerepei
- Erzsébet (André Josset: Erzsébet, az elérhetetlen asszony) Szeged.1936.12.30.
- Júlia (William Shakespeare: Rómeó és Júlia)
- Johanna (Friedrich Schiller: Az orleans-i szűz)
- Stuart Mária (Schiller)
- A reichstadti herceg (Edmond Rostand: A sasfiók)
- Lonti (Molnár Ferenc: Égi és földi szerelem)
- Irma (Molnár Ferenc: Az üvegcipő)
- Mima (Molnár Ferenc: A vörös malom)
- Lujza (Molnár Ferenc: Riviera)
- Delila (Molnár Ferenc: Delila)
- Lady Milford (Schiller: Ármány és szerelem)
- Titánia (Shakespeare: Szentivánéji álom)
- Gertrud (Shakespeare: Hamlet)
- Eugenia (Molnár Ferenc: Olympia)

## Filmjei
- Egy óra – három arc (1972)
- Szerelem (1970)
- The nurses (A nővér) (1963)
- Route 66 (66-os út) (1962)
- Cimarron (1960)
- Meet Me in Las Vegas (Találkozz velem Las Vegasban / Találkozzunk Las Vegasban) (1956)
- Climax! (1955–1956)
- Goodyear Television Playhouse (1954–1957)
- Justice (Igazság) (1954)
- Danger (Veszély) (1953)
- Studio One (1-es stúdió) (1952–1958)
- Kraft Television Theatre (Kraft TV színház) (1951–1955)
- Baskircsev Mária (1936)
- Camille (Kamilla) (1926)